# Problepsis attenuata
Problepsis attenuata là một loài bướm đêm trong họ Geometridae.